# Byarum
Byarum is een plaats in de gemeente Vaggeryd in het landschap Småland en de provincie Jönköpings län in Zweden. De plaats heeft 146 inwoners (2005) en een oppervlakte van 23 hectare. In de plaats ligt de kerk Byarums kyrka, waarvan de oudste delen stammen uit de 12de eeuw in de 18de eeuw veranderde de kerk in een kerk in de neoclassicistische bouwstijl. De directe omgeving van Byarum bestaat uit zowel landbouwgrond als bos en de plaats Vaggeryd ligt ongeveer vier kilometer ten zuiden van het dorp.

## Verkeer en vervoer
Bij de plaats loopt de E4.
De plaats heeft een station aan de spoorlijn Jönköping - Vaggeryd.